# Albánia az első világháborúban
Az első világháború kirobbanásával és a nagyhatalmak által kijelölt, 1914 márciusában trónra lépett uralkodó, Vilmos fejedelem elmenekülésével Albánia politikai anarchiába süllyedt. Az országban május óta dúló polgárháború elől menekülő király és a Turhan Përmeti vezette kormány tagjai szeptember 3-án szálltak fel Durrësban egy Velencébe induló hajóra. Olaszországból Vilmos szózatot intézett népéhez, melyben arról biztosította az albánokat, hogy továbbra is szívén viseli a sorsukat és bármikor hajlandó visszatérni a trónra, amennyiben erre igényt formálnak. Szeptember 6-ára a Balkán-háborút lezáró bukaresti egyezmény végrehajtását ellenőrző nemzetközi bizottság tagjai is elhagyták az országot, s a felekezeti, nemzetségi és politikai törésvonalak mentén szétszabdalt albánok képtelennek bizonyultak az anarchia megfékezésére. Egyik részük muzulmán uralkodót akart az albán trónra, másik részük olasz vagy szerb protektorátusban gondolkodott. Mellettük bőséggel akadtak olyan bégek és nemzetségfők, akik semmiféle fennhatóságot nem voltak hajlandóak elfogadni. Eközben szeptember folyamán az olasz hadsereg bevonult a dél-albániai partvidékre, a szerbek és a montenegróiak északon folytattak területszerző hadjáratot, a görögök pedig októberben ismét bejelentették igényüket Észak-Epiruszra.

## Esat Toptani kormánya és Albánia széthullása
A korábbi hónapokban Mustafa Ndroqi vezetésével polgárháborút szító, a Közép-albániai Köztársaságot kikiáltó iszlamista csoport bevonult Durrësba, s felvonták a török lobogót. Szeptember 11-én II. Abdul-Hamid fiának, Burhan ed-Dinnek felajánlották az albán trónt, s Ndroqi vezetésével általános tanács, tulajdonképpen ideiglenes kormány alakult. Szeptember 20-án a szerbek támogatta Esat Toptani 5 ezres seregével Koszovó felől átlépte az albán határt, s október 2-án bevonult Durrësba. Október 5-én Esat pasa feloszlatta az ideiglenes kormányzatot, önmagát a Közép-albániai Köztársaság miniszterelnökének, elnökének és a hadsereg főparancsnokának nevezte ki (Ndroqinak felajánlotta az alelnöki posztot), s hadat üzent az Osztrák–Magyar Monarchiának.
A Toptani-kormányt törvénytelennek tartó nagyhatalmak október 29-én beleegyezésüket adták, hogy a görög hadsereg bevonuljon az irreguláris északepiróta (görög) csapatok által fosztogatott Dél-Albániába. 31-én a görögök elfoglalták Sarandát, Gjirokastrát, Tepelenát, Përmetet és Korçát. Olaszország október 30-án lerohanta a Sazan-szigetet. Miközben Dél-Albánia egyre nagyobb területei kerültek idegen kézre, a Toptani-kormány az ország északi részére sem tudta kiterjeszteni ellenőrzését, csapatmozgásait a mirdita nemzetségfő, Prenk Bibë Doda rendre visszaverte. Emellett november 23-án kormányellenes felkelés tört ki Közép-Albániában is, s a felkelés vezetői december 20-án Krujában összeültek, ahol Haxhi Qamili és Musa Qazim vezetésével megalakították a Krujai Ligát. Esat pasa az olaszoktól kért segítséget a rend helyreállításában, akik rendfenntartás ürügyén december 26-án bevonultak Vlora városába. December 29-én a Krujai Liga proklamációt adott közre, amelyből kiderült, hogy fő céljuk Toptani elűzése és a török fennhatóság megteremtése az országban. 1914 végére Albánia területe politikai szempontból hét részre szakadt, amelyek északról dél felé haladva a következők voltak:
- Shkodra városát és környékét a helyi muzulmán–keresztény összetételű önkormányzat igazgatta;
- az Albán-Alpok elszigetelt, patriarchális törzsei megőrizték szabadságukat;
- Prenk Bibë Doda sikeresen védelmezte a nemzetségéhez tartozó mirditai területeket;
- a középső országrészek a Krujai Liga ellenőrzése alatt álltak;
- az Esat Toptani-kormány politikai fennhatósága Durrësre és környékére terjedt ki;
- a dél-albániai partvidék olasz,
- belső területei pedig görög megszállás alatt álltak.

A háttérben a három antanthatalom, Nagy-Britannia, Franciaország, Oroszország és Olaszország titkos diplomáciai jegyzékeket váltottak egymással, s ebben körvonalazódtak a végül 1915. április 26-án titokban megkötött londoni egyezmény pontjai. Ebben a dokumentumban az antanthatalmak a katonai támogatásért cserébe biztosították Olaszországot arról, hogy megtarthatja a Sazan-szigetet, Vlorát és környékét, amennyiben hadba lép a Monarchia ellen. Szerbiának és Montenegrónak Észak-Albánia nagy részét, Görögországnak pedig a déli országrészt ígérték oda. Csupán egy kisebb, olasz protektorátus alatt álló területet hagytak meg Albániának Durrës fővárossal. Június 11-én a montenegrói hadsereg immár nagyhatalmi támogatással lépte át az albán határt, s elfoglalta a Drin folyótól északra fekvő területeket, június 27-én pedig Shkodrát is. Június 12-én az Ohridi-tónál a szerbek törtek be az országba, támadást intéztek a Krujai Liga ellen, és gyorsan elfoglalták Pogradecet, Elbasant, Tiranát és Kavaját. A Liga vezetőit, Qamilit, Qazimot és másokat fogolyként Durrësba küldték, ahol Toptani kivégeztette őket. A bolgárok által megtámadott szerbek november 11-én megkezdték Albánia evakuálását, de a kemény tél és az albán törzsek folyamatos támadása következtében végül 100 ezres emberveszteséggel hagyták el az országot 1916. január 14-én. Ekkor már Montenegróban voltak a Monarchia csapatai is, s Cetinje eleste után 16-án átlépték az albán határt.

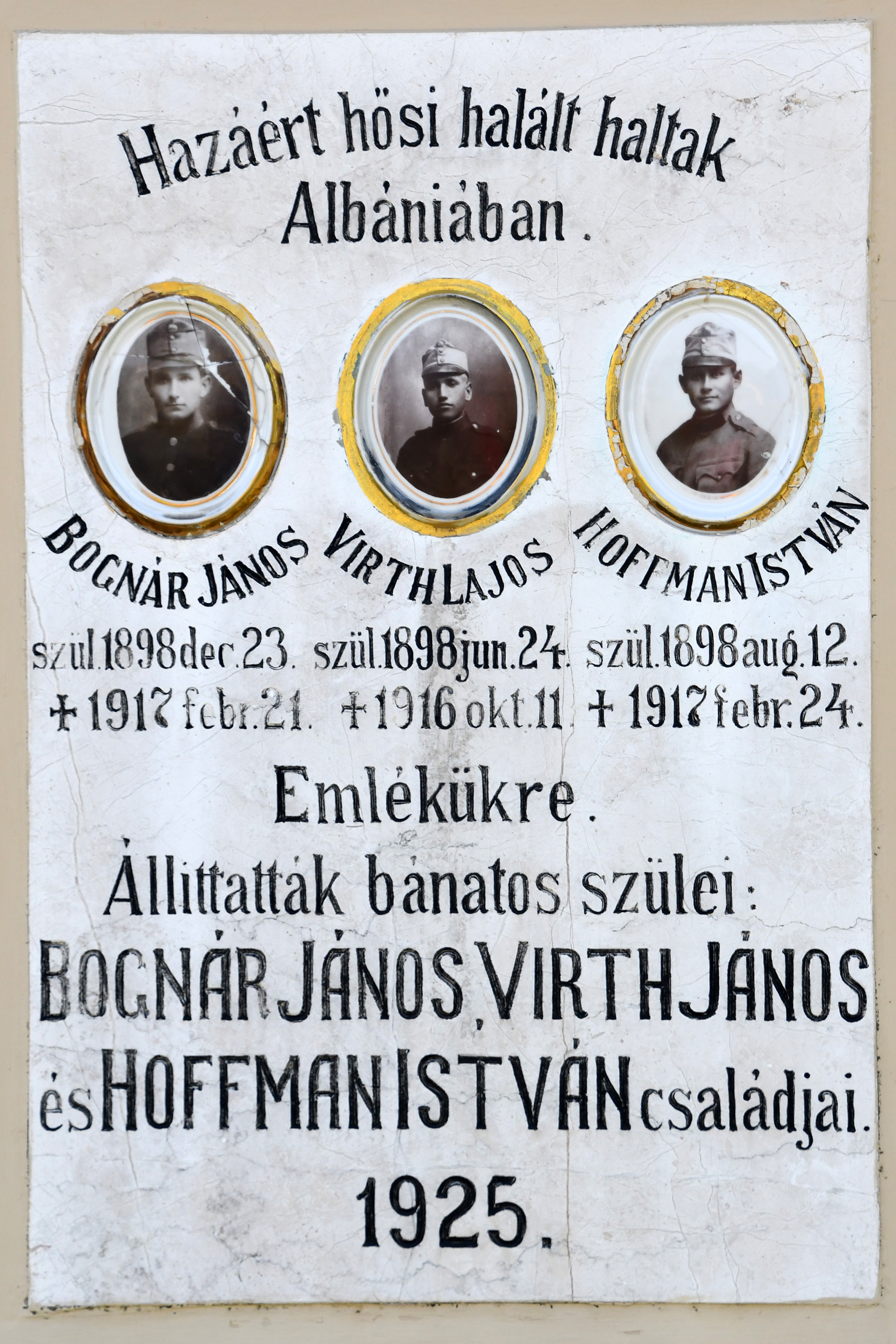
A Monarchia Albániában elesett magyar katonáinak emlékműve a Zala vármegyei Korpaváron

Az Osztrák–Magyar Monarchia hadsereg január 23-án elfoglalta Shkodrát, 25-én Shëngjint. Január 28-án prominens albánok egy csoportja – Prenk Bibë Doda, Aqif Elbasani, Fejzi Alizoti, Kara Seit és Luigj Gurakuqi – Shkodrában kommünikét adtak közre, amelyben felszabadítókként üdvözölték a Monarchia hadseregét. A megszállók még aznap felállították a polgári közigazgatási szervezetet Shkodra központtal, August Kral vezetésével, aki hagyta kibontakozni az albánok önrendelkezési jogait, s az albán csendőrség megszervezéséhez is segédkezet nyújtott. Eközben a bolgárok is átlépték az albán határt és január 29-én elfoglalták Elbasant, de két nappal később a huszonegy éves Mat vidéki nemzetségfő, Amet Zogu csapataival kiverte a bolgárokat a városból. Elbasan után a Monarchia által támogatott Zogu februárban felszabadította Fiert, Lushnját és Beratot. Az osztrák–magyar csapatok február 24-én megérkeztek Durrëshez, Esat Toptani pedig kormányát feloszlatva elhagyta az országot, ezzel a Közép-albániai Köztársaság megszűnt.
1918 szeptemberére az antant Szaloniki vonaláig szorította vissza a központi hatalmakat, a Monarchia csapatai napokon belül megkezdték és október 30-ára fejezték be a kivonulást Észak-Albániából. Mire az első világháború véget ért, 1918. november 11-ére az olasz hadsereg volt az úr az ország nagy részén, az északi sávot a szerbek, a déli vidékeket a görögök, Koszovót, Shkodra és Korça környékét pedig a franciák vonták ellenőrzésük alá.